# Otto Fredrik Påhlman
Otto Fredrik Påhlman, född 24 mars 1785 i Ryssby socken, Kronobergs län, död 8 maj 1822 i Östra Ryds socken, Östergötland, var en svensk militär och politiker.

## Biografi
Otto Fredrik Påhlman var son till kaptenen Johan Magnus Påhlman. Han utexaminerades från Krigsakademien på Karlberg 1802, blev fänrik vid livregementsbrigadens värvade infanteri samma år, premiärlöjtnant vid finska gardet 1809, kapten vid andra gardet 1810, adjutant hos kronprins Karl Johan 1811, major i armén 1813 och vice kommendant på Karlstens fästning samma år. Han befordrades till överstelöjtnant 1817 och till överste 1822. Påhlman deltog i 1813–1814 års krig i Tyskland och Norge. Några månader före sin död blev han tillförordnad landshövding i Östergötlands län. Påhlman deltog energiskt i Riddarhusets riksdagsförhandlingar. Han var ledamot av statsutskottet vid riksdagarna 1809–1810, 1810–1815 och 1817–1818, av bankoutskottet 1809–1810 och av talmanskonferensen 1810, 1815 och 1817–1818. Han var statsrevisor vid riksdagarna 1809–1810, 1810 och 1815 samt var fullmäktig i Riksgäldskontoret från 1818 till sin död. Vid 1809–1810 års riksdag angav han till en början av tillhört det gustavianska partiet men snart ha övergett detta för en mera medlande ståndpunkt. Senare kom han som Karl Johans adjutant att i viss mån framstå som en språkrör för denne. Ett betydligt uppseende (och stor ovilja inom borgståndet) väckte han 1815 som radikal förespråkare för judarnas rätt att obehindrat invandra i Sverige och här driva vilken näring som helst.